# Başçatak
Başçatak ist ein Dorf im Landkreis Akdağmadeni der türkischen Provinz Yozgat. Başçatak liegt etwa 128 km südöstlich der Provinzhauptstadt Yozgat und 24 km südlich von Akdağmadeni. Başçatak hatte laut der letzten Volkszählung 217 Einwohner (Stand Ende Dezember 2010). Die Bevölkerung besteht hauptsächlich aus Osseten.